# Down House
Down House est l'ancienne maison du naturaliste anglais Charles Darwin et de sa famille. Elle est située à Downe dans le borough londonien de Bromley, une banlieue à 22,8 km au sud-est de Charing Cross, dans le Kent. C'est dans cette demeure que Darwin travaille sur sa théorie de l'évolution par la sélection naturelle. Le lieu est maintenant un musée en son honneur.

## L'histoire de Down House

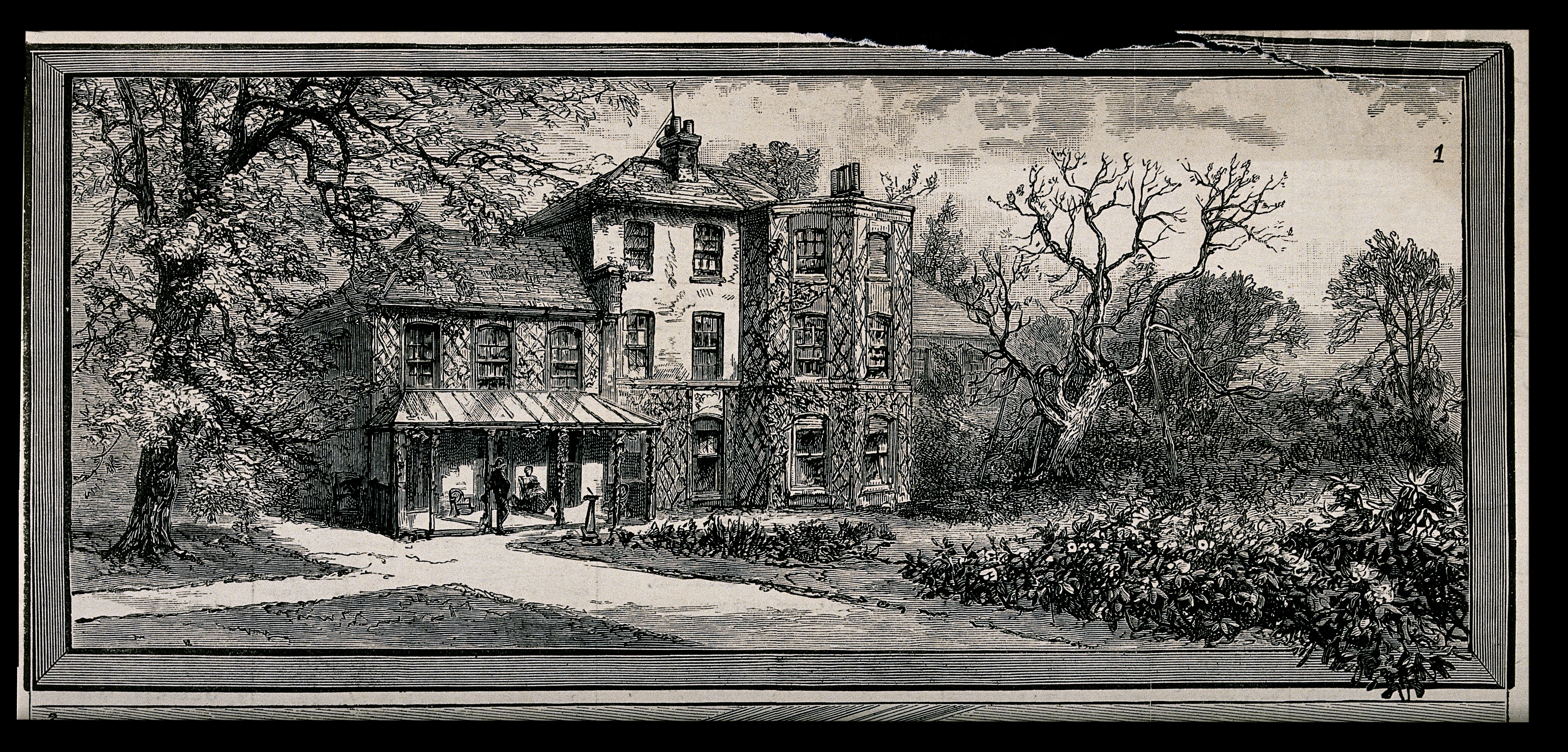
La maison de Charles Darwin (Down House) dans le Kent. Gravure sur bois par J. R. Brown.

Down House est à l'origine une ferme construite vers 1650, puis agrandie en 1778.

### Darwins à Down
Darwin décide de quitter Londres pour la banlieue lors des émeutes de travailleurs, achetant la maison pour £2,200 au Rev. James Drummond, qui lui en a demandé £2,500. Ils déménagent le 14 septembre 1842. La famille Darwin est alors composée de Charles, de sa femme Emma et de leurs deux enfants William Erasmus (né en 1839) et Anne (née en 1841). Emma est à un stade avancé de sa grossesse de Mary Eleanor, qui naît le 23 septembre mais décède moins d'un mois plus tard le 18 octobre.
Les autres enfants de Darwin naissent dans cette maison : "Etty" (né en 1843), George (né en 1845), "Bessy" (née en 1847), Francis (né en 1848), Leonard (né en 1850), Horace (né en 1851) et enfin Charles Waring Darwin (1856–1858). Beaucoup d'entre eux deviendront illustres par leur propre travail.
Les Darwin modifient et agrandissent la maison de différentes manières. Le 24 mars 1843, les travaux débutent par la construction d'une large baie vitrée sur la façade. Une nouvelle salle de réception est ajoutée en 1858, avec en même temps une extension au niveau de l'entrée principale. L'ancienne salle de réception est transformée en salle à manger, et l'ancienne salle à manger en salle de billard. En 1872 une véranda est installée à côté de la salle de réception. En 1877, un nouveau bureau, un hall d'entrée et un porche de style Georgien sont ajoutés et l'ancien bureau où Darwin avait écrit The Origin est transformé en fumoir.
Charles Darwin meurt dans cette maison le 19 avril 1882, à l'âge de 73 ans.

### L'école de Down House
Une école privée pour fille est établie dans la maison en 1907 par Olive Willis (1877-1953), mais est déplacée en 1922. L'une des maisons de l'école se nomme Darwin.

### Un muséum sur Darwin
La maison est rachetée en 1927 par George Buckston Browne (1850-1945), chirurgien, qui l'offre à la British Association for the Advancement of Science avec une demande de création d'une fondation pour assurer sa préservation en tant que mémorial en l'honneur de Darwin. Down House devient un muséum le 7 juin 1929.
La fondation Buckston Browne s'avère insuffisante pour assurer les dépenses de maintenance. En octobre 1953, la British Association fait alors don de la maison au Royal College of Surgeons of England, qui gère la Surgical Research Station, située juste à côté. En 1962, Hedley Atkins (1905-1983), plus tard président du Royal College of Surgeons, s'installe dans la maison avec sa femme et assure le rôle de conservateur de musée honoraire.

### Down House aujourd'hui
Down House est racheté en 1996 par l'organisation gouvernementale English Heritage, grâce à une aide du Wellcome Trust. Elle est restaurée avec des fonds levés par le Natural History Museum et par un don de l'Heritage Lottery Fund. Elle rouvre ses portes au public en avril 1998 et est désormais ouverte du premier mercredi de février jusqu'au dernier dimanche avant Noël.